# Staufenberg (Wüstung)

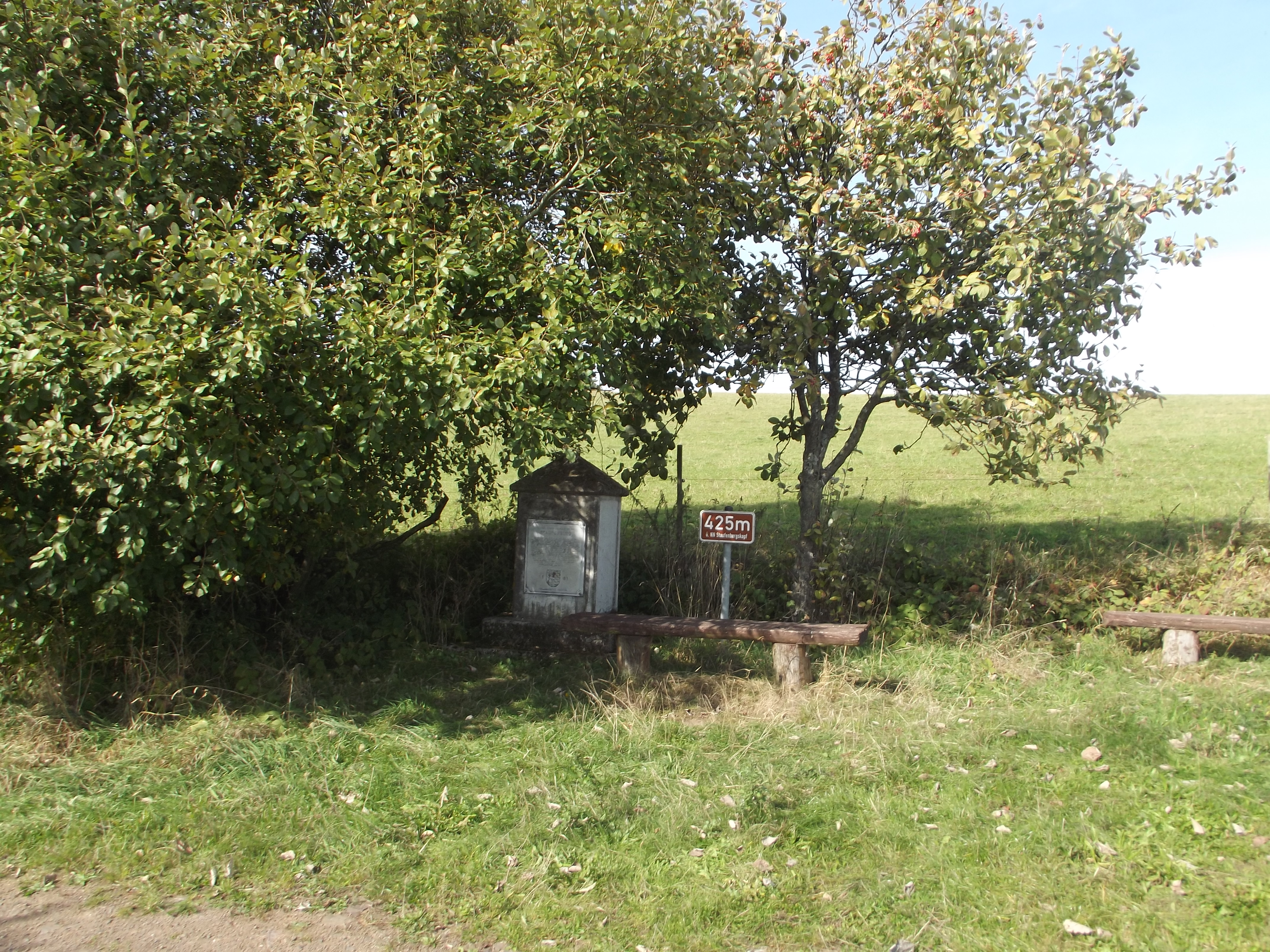
Denkmal Wüstung Staufenberg

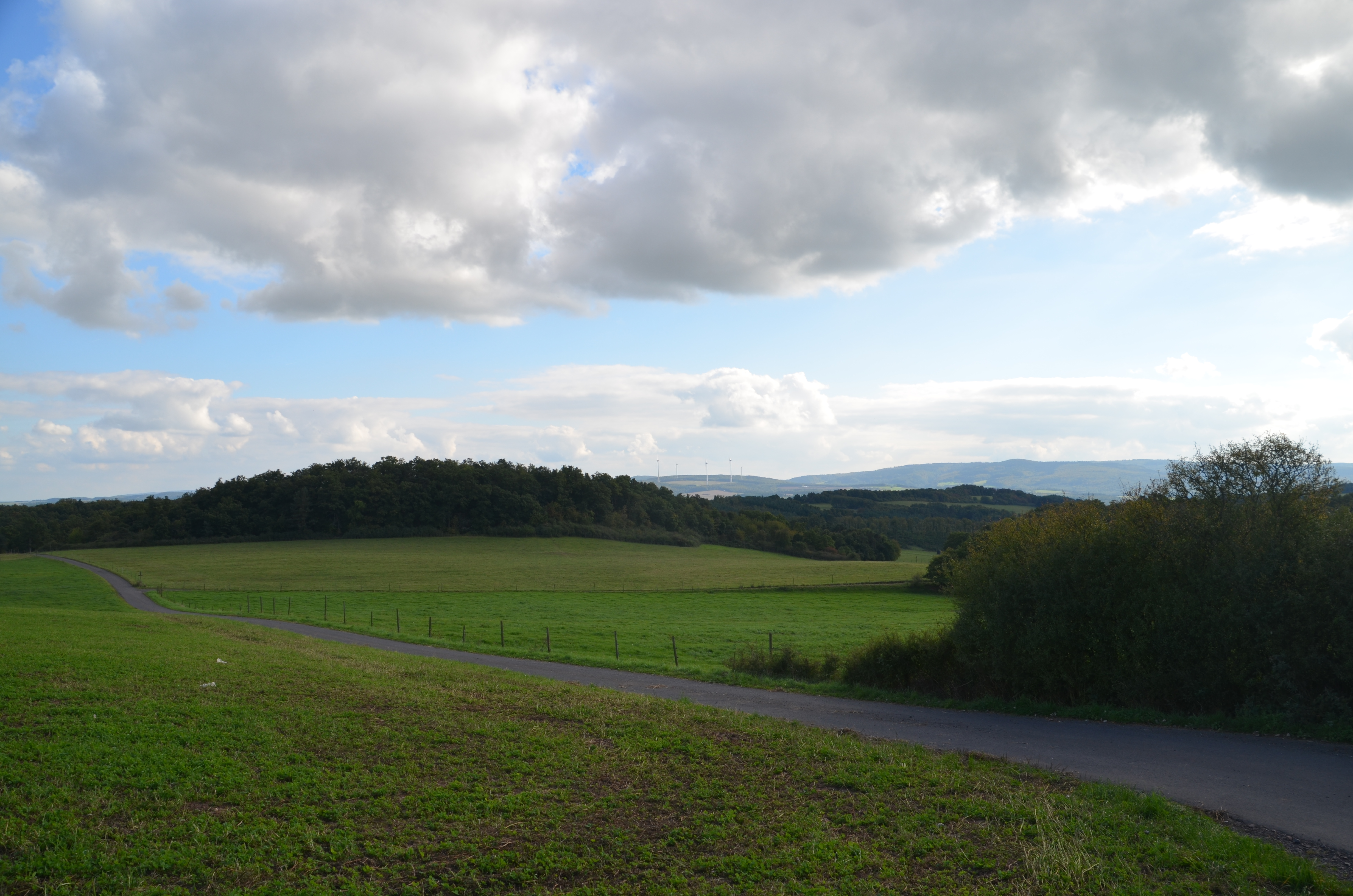
Ortslage des ehemaligen Dorfes Staufenberg

Staufenberg ist ein ehemaliger Ort auf der Hochebene südlich von Berschweiler bei Kirn im Landkreis Birkenfeld. Der Ort wurde 1635 von der Pest heimgesucht und aufgegeben. Die Wüstung liegt am Sirona-Weg, einem alten Römerweg durch das Naheland.
Die Gehöfte und Häuser des Ortes waren rings um den Staufenbergskopf verstreut. Über den gesamten Ortsbezirk sind Reste aus vor-römischer, römischer und mittelalterlicher Zeit gefunden worden, darunter eine römische Kupfermünze. Nach dem Bergener Kirchenbuch muss Staufenberg im Dreißigjährigen Krieg noch bestanden haben. 1627 hielt sich ein Einwohner Staufenbergs wegen der allgemeinen Unsicherheit in Herrstein auf. 1637 starb in Kirn eine „Wittib von Stauffenberg (so!)“ den Hungertod und der letzte überlebende Einwohner soll 1643 gestorben sein.
Heute erinnert ein Gedenkstein an den ehemaligen Ort Staufenberg. Der Gedenkstein wurde im Jahre 1981 von der Verbandsgemeinde Herrstein errichtet und enthält die Inschrift:

„In diesem Bereich lag früher der Ort Staufenberg. Er wurde 1404 erstmals urkundlich erwähnt und 1469 war er zeitweise nicht besiedelt wurde jedoch 1515 in Besitz von Johann VII. von Kyrburg genannt. In den Jahren nach 1567 kam es mit den Nachbargemeinden zu Streitigkeiten wegen des Weidegangs. 1595 war Staufenberg in Besitz von Johann I. von Pfalz-Zweibrücken. 1630 existierten 12 Familiennamen im Ort der aus 20 Häusern bestand. Seine Einwohner arbeiteten größtenteils in den naheliegenden Bergwerken. 1635 wurde Stauffenberg von der Pest heimgesucht, verlassen und nicht mehr aufgebaut. 1867 wurde die Gemarkung zwischen Bergen und Berschweiler aufgeteilt.“